# Ермолаев, Артур Вадимович
Артур Вадимович Ермолаев (укр. Артур Вадимович Єрмолаєв; род. 23 августа 1990, Днепропетровск) — президент Федерации киберспорта Украины. Основатель и инвестор организации Windigo.

## Биография
Родился Артур Ермолаев в Днепропетровске в 1990 году.
В 2012 году окончил Royal Holloway (англ. Royal Holloway, University of London), специальность — «Международный бизнес и менеджмент».
С 2010 по 2011 работал в компании «Лунапак», которая производит упаковку и рекламную полиграфию, на должности коммерческого директора.
С 2011 по 2012 год работал в «Актабанке» менеджером по кредитным проектам, а с 2012 по 2014 — заместителем руководителя по корпоративному бизнесу «Актабанк».
С 2014 по 2016 был вице-президентом «Версобанка», с 2016 по 2017 — член правления этого банка.

## Киберспорт
В 2017 году основал команду по киберспорту Windigo Gaming и игровой центр Windigo Arena (в Днепре).
В 2018 году команда вошла в топ-20 команд мира с CS:GO и заняла первое место на Чемпионате мира по киберспорту в Китае (WESG 2018 World Finals).
В 2018 году Ермолаев стал сооснователем и президентом Федерации киберспорта Украины.

## Семья
Вместе с супругой Кристиной Игоревной Ермолаевой (урождённой Москаленко) воспитывают троих детей. Старшая дочь, Эрика, родилась в декабре 2016 года в Днепре, Украина. Вторая дочь, Эстель, появилась на свет в марте 2021 года в Лондоне, Великобритания. В мае 2022 года в Вене, Австрия, у пары родился сын Илай Ермолаев.